# NGC 2571
NGC 2571 في الفهرس العام الجديد، هو عنقود نجمي، يقع في كوكبة الكوثل. اكتشف في 3 مارس 1793 . بواسطة ويليام هيرشل .

## روابط خارجية
- NGC 2571 على موقع ويكي سكاي: DSS2, SDSS, GALEX, IRAS, Hydrogen α, X-Ray, Astrophoto, Sky Map, Articles and images